# Cascades Pissing Mare
Les cascades Pissing Mare són unes cascades situades al Parc nacional del Gros-Morne, Terranova (Canadà). Les cascades, de 350 metres d'altura, és una de les més altes de l'est d'Amèrica del Nord, i cauen des de l'altiplà (conegut com a Big Level Plateau) fins al fiord Western Brook Pond, a la zona coneguda com el gorg o estany Western Brook.